# Ibrahima Sory Bangoura
Pour les articles homonymes, voir Bangoura.
Général de Corps d’Armée Ibrahima Sory Bangoura, né à Coyah, est un homme politique guinéen.
Il est le Chef d'Etat Major des forces armée guinéenne depuis le 9 mai 2024.
Il est Ministre de l'Urbanisme, de l'Habitat et de l'Aménagement du Territoire au sein du gouvernement dirigé par Bernard Goumou du 20 août 2022 au 9 mai 2024.

## Parcours professionnel
le Général de Corps d’armée Ibrahima Sory Bangoura est un vétéran des forces armées guinéennes (FAG) qui a gravi les échelons au gré d’un parcours militaire bien rempli.
Le Général de Corps d’armée Ibrahima Sory Bangoura est sur le plan académique titulaire d’un Master 2 en Stratégie, Défense, Gestion des crises et des catastrophes de l’Université de Yaoundé 2 au Cameroun. Il a rejoint les rangs des forces armées guinéennes (FAG) le 1 décembre 1985 et entamé son cursus militaire par le Peloton d’Elèves Gradés (PEG) en 1987 équivalent du CAT1; en 1990 il obtient son Certificat Militaire (CM1) de l’ENSOA de St-Mixent (France); il valide en 1999 son Cours d’Application des Officiers de l’Infanterie à Montpelier (France).
En 2003, il suit des Cours de Futurs Commandants d’Unités (CFCU) à Montpelier (France) ; il décroche son diplôme d’Etat-major en 2008, avant de parachever sa formation militaire en décrochant son diplôme d’Ecole de Guerre de Yaoundé au Cameroun en 2012. Il détient par ailleurs un Brevet Militaire Parachutiste à Pau (France); a suivi l’entraînement Commando Niveau 1 à Montlouis (France); Moniteur Commando à Montlouis (France) et une Formation en Sécurité VIP à la Havane (Cuba). Le Général de Corps d’armée Ibrahima Sory Bangoura a également suivi le stage de RANGERS, de Chef de groupe TAP à Pau (France); de Chef de section TAP à Pau (France); de Combat en montagne à Briançon (France).
Il a été Officier chargé du Bureau des opérations et instruction au BASP (Bataillon autonome de la sécurité Présidentielle) de 2001 à 2003; Commandant de la Compagnie d’Intervention Sécurité (CIS) au BASP de 2004-2006; Commandant de Promotion au Cours d’Application des Officiers de L’Infanterie en 2006; Commandant Adjoint de la Compagnie de Protection Physique du PRG au BASP de 2007-2008; Directeur du Centre d’instruction d’infanterie (CII) KM36 en 2011; Commandant du 1º Bataillon guinéen pour la Mission Multidimensionnelle Intégrée pour la Stabilisation du Mali (MINUSMA) en 2013; chef du Centre opérationnel du Poste Commandement Inter-Armée Elargi de l’EMGA en 2018; Chef de Corps du Bataillon du Quartier Général (BQG) de 2019 à 2021; il a activement participé à la rédaction du Projet de Loi sur la Loi de Programmation Militaire 2021-2026.
Il a participé à plusieurs campagnes des Nations-Unies, notamment en Sierra-Léone au sein de l’UNAMSIL entre 2000-2001; à la Mission Multidimensionnelle Intégrée pour la Stabilisation du Mali (MINUSMA) de 2015 à 2016.
Avant d'être ministre, il était chef d’état-major adjoint de l’armée de terre de la Guinée.
Il est nommé par décret le 20 août 2022 Ministre de l'Urbanisme, de l'Habitat et de l'Aménagement du Territoire.
Le 8 mai 2023, il est élevé au grade de général de brigade de l'armée guinéenne au même titre que Amara Camara. 

## Chef d'état major
Le 9 mai 2023, il est nommé chef d’État major des forces armées guinéen en remplacement du colonel Sadiba Koulibaly.

## Reconnaissances
- 2024 : Croix de guerre de l’Ordre National du Mérite[5].